# Igreja de Nossa Senhora da Boa Morte (Goiás)
A Igreja da Boa Morte é um igreja situada na Cidade de Goiás. A sua arquitetura é barroca, sendo a principal representação desde estilo no estado. Sua construção é datada de 1779, como ocorreu um incêndio em 1921 destruiu imagens de Veiga Valle e o altar mor. Desde 1969 a igreja sedia o Museu de Arte Sacra da Boa Morte.
Sendo o ponto de partida da Procissão do Fogaréu.